# OGLE-2005-BLG-390L
OGLE-2005-BLG-390L est une étoile de la constellation zodiacale du Scorpion. Située dans la direction du centre de la Voie lactée, elle est l'objet primaire d'un système planétaire dont l'unique objet  secondaire connu est OGLE-2005-BLG-390L b, une planète confirmée.

## Caractéristiques
OGLE-2005-BLG-390L est une étoile géante (classe de luminosité III) orange (type spectral K).
Elle est distante d'environ 21 000 années-lumière (6 600 ± 1 000  pc) et sa masse est 0,22 (± 0,1) fois celle du Soleil.

## Système planétaire
| Planète              | Masse    | Demi-grand axe (ua) | Période orbitale (jours) | Excentricité | Inclinaison | Rayon |
| -------------------- | -------- | ------------------- | ------------------------ | ------------ | ----------- | ----- |
| OGLE-2005-BLG-390L b | 0,018 MJ | 2,6                 | ~3 500                   |              |             |       |